# Igor Dmitrijew (działacz partyjny)
Igor Fiodorowicz Dmitrijew (ros. Игорь Фёдорович Дмитриев, ur. 21 stycznia 1909, zm. 11 sierpnia 1998) – radziecki działacz partyjny.
Od 1925 w WKP(b), 1934 ukończył Leningradzki Instytut Wojskowo-Mechaniczny, od 1941 pracował w Ludowym Komisariacie Uzbrojenia ZSRR, później w Radzie Ministrów ZSRR. W latach 1946-1958 szef Centralnego Biura Konstruktorskiego, 1958-1965 szef wydziału Komisji Wojskowo-Przemysłowej Rady Ministrów ZSRR, 1965-1981 I zastępca kierownika, a 1981-1985 kierownik Wydziału Przemysłu Obronnego KC KPZR, następnie na emeryturze. 1981-1986 zastępca członka KC KPZR. 1984-1989 deputowany do Rady Najwyższej ZSRR 11 kadencji. Laureat Nagrody Leninowskiej i Nagrody Państwowej ZSRR. Pochowany na Cmentarzu Trojekurowskim.